# Осоркон (жрець Птаха)
Осоркон I (*д/н — 870 до н. е.) — давньоєгипетський діяч, верховний жрець Птаха в Мемфісі.

## Життєпис
Походив з впливового жрецького роду Птахемхата. Син Шешонка I та доньки або іншої родички фараона Осоркона I. під орудоб батька здобув жрецьку освіту та пройшов усі щаблі кар'єрі, зокрема став сем-жерцем Птаха.
Родинні відносини з правлячою династію та вплив серед жрецтва дозволив Осоркону після смерті батька близько 895 року до н. е. стати новим верховним жерцем Птаха. Його діяльність припадає на період панування фараонів Осоркона I, Такелота I й початок панування Осоркона II. Зберігав вірність усім, але суворо боронив інтереси мемфіського жрецтва.
Підготував за траидцією своїм наступником сина Такелота (можливо від шлюбу з донькою фараона Такелота I), призначивши того сем-жерцем Птаха. Помер Осорконн близько 870 року до н. е., але його син не отримав посади верховного жерця. Ним став син Осоркона II — Шешонк II.